# Peter Furth (Sozialphilosoph)
Peter Furth (* 25. Juli 1930 in Berlin; † 2. Juni 2019 ebenda) war ein deutscher Sozialphilosoph.

## Werdegang
Furth studierte Philosophie und Soziologie in Berlin und Frankfurt am Main. Er war Assistent bei Theodor Adorno am Frankfurter Institut für Sozialforschung. Seit 1973 war Furth Professor für Sozialphilosophie an der Freien Universität Berlin. Er betreute dort u. a. die Doktorarbeit von Rudi Dutschke. Er war im Freundeskreis des SDS und der Zeitschrift Argument aktiv.  Am 5. Dezember 1998 trat er zusammen mit Horst Mahler und Bernd Rabehl bei den „Bogenhauser Gesprächen“ der rechtsgerichteten Burschenschaft Danubia auf.

## Werke (Auswahl)
- (mit Mathias Greffrath): Soziologische Positionen. Interviews und Kommentare, FFM 1977 ISBN 3596219760.
- Peter Furth: Phänomenologie der Enttäuschungen, FFM 1991 ISBN 978-3-596-30892-7, Neu aufgelegt 2015
- Troja hört nicht auf zu brennen. Aufsätze aus den Jahren 1981 bis 2007; hrsg. von Olaf Weißbach, mit einer Einleitung von Helmut Fleischer und einer Fotografie von Manfred Hamm. Landt Verlag, Berlin 2006, ISBN 978-3-938844-01-4; 2., erweiterte Auflage 2008, ISBN 978-3-938844-12-0.
- Aufklärer ohne Mission. Über die Position von Panajotis Kondylis. In: Falk Horst (Hrsg.): Aufklärer ohne Mission. Akademie-Verlag, Berlin 2007, S. 53–76. ISBN 978-3-05-004316-6
- Massendemokratie. Über den historischen Kompromiß zwischen Liberalismus und Sozialismus als Herrschaftsform. Mit einer Einleitung von Frank Böckelmann. Landt Verlag, Berlin 2015, ISBN 978-3-944872-19-3.